# Kakhaber Kaladze
K'akhaber "K'akha" K'aladze - em georgiano, კახაბერ კალაძე (Samtredia, 27 de fevereiro de 1978) é um político e ex-futebolista georgiano que atuava como zagueiro. Desde 2017, serve como prefeito de Tiblíssi, filiado ao partido Sonho Georgiano.
Ele jogava na posição de zagueiro, embora pudesse muitas vezes atuar como meio-campista.
Nos tempos de URSS, seu nome era russificado para Kakhaber Karlovitch Kaladze (Кахабер Карлович Каладзе, em russo).

## Biografia

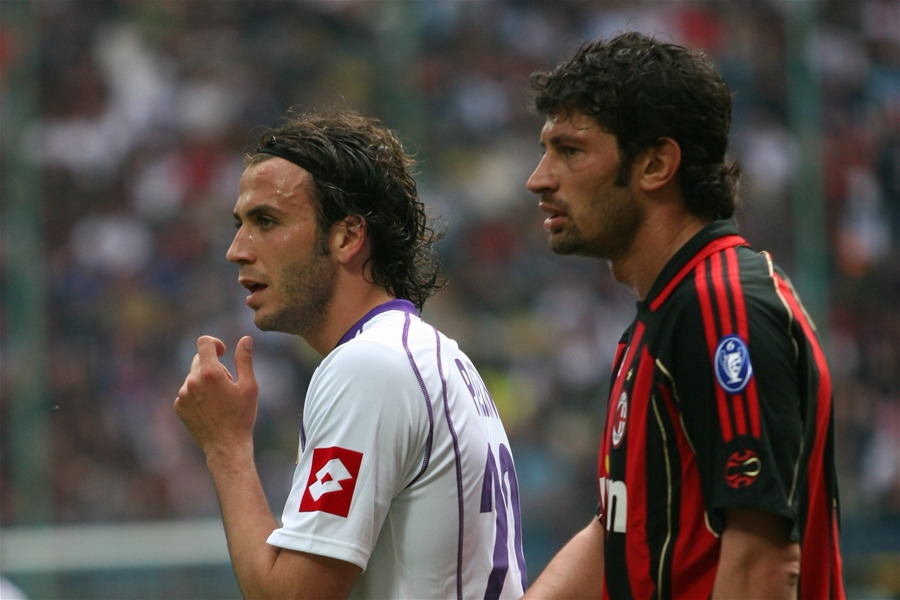
Kaladze (à direita na foto) com a camisa do Milan.

Começou cedo a carreira no Dínamo Tbilisi. Mais tarde, mas ainda antes de completar 20 anos, mudou-se para o Dínamo Kiev, clube onde fez um enorme sucesso, conquistando todas as temporadas da Liga Ucraniana que disputou, além de participar da grande campanha na Liga dos Campeões da UEFA de 1999 (quando o Dínamo chegou às semifinais, tendo eliminado o Real Madrid).
Em 2001, transferiu-se para o Milan, que já havia contratado seu ex-colega do clube ucraniano Andriy Shevchenko. Tornou-se o primeiro georgiano em nos rossoneri, e o primeiro a conquistar, finalmente, a Liga dos Campeões (em 2003 e 2007). Na temporada 2010/2011 foi contratado pelo Genoa, que foi seu último clube.

### Aposentadoria
Em 2012, aos 34 anos, Kaladze anunciou sua aposentadoria do futebol para engajar-se na política de seu país. Sua última partida foi contra o Cagliari, no estádio Luigi Ferraris, pela última rodada do Campeonato Italiano.
| “ | "Hoje é um dia muito importante para mim. Depois de 18 anos como jogador de futebol, estou me aposentando. Peço desculpas e agradeço a todos do Gênova, do Milan, aos torcedores, aos companheiros e aos adversários. (...) Estou muito empolgado, porque resolvi me engajar no mundo da política. Será a maior partida da minha vida. Quero lutar pela liberdade e pela democracia em meu país, a Geórgia" | ” |

## Títulos
Dínamo Tbilisi
- Campeonato Georgiano: 1993, 1994, 1995, 1996 e 1997
- Copa Geórgia: 1993, 1994, 1995, 1996 e 1997

Dínamo de Kiev
- Campeonato Ucraniano: 1998, 1999, 2000 e 2001
- Copa da Ucrânia: 1998, 1999 e 2000

Milan
- Copa da Itália: 2002–03
- Liga dos Campeões da UEFA: 2002–03 e 2006—07
- Serie A: 2003–04
- Supercopa da Itália: 2004
- Supercopa Europeia: 2007
- Copa do Mundo de Clubes da FIFA: 2007